# Promontory Summit
Promontory Summit est un lieu situé dans le comté de Box Elder, dans l'État de l'Utah, aux États-Unis d'Amérique, à une altitude de 1 494 mètres.
C'est à cet endroit qu'est réalisée le 10 mai 1869 la jonction entre les chemins de fer de l'Union Pacific et de la Central Pacific, ce qui permet d'achever le premier chemin de fer transcontinental des États-Unis.
La cérémonie, surnommée « le mariage des rails » et immortalisée par une photo de Andrew J. Russell, fut à la hauteur de l'événement. Leland Stanford, un des quatre principaux actionnaires de la Central Pacific, planta le dernier clou en or (en), devant une foule de plusieurs centaines de personnes, dont beaucoup d'ouvriers.
Une ville s'y érigea alors, mais elle fut démantelée quelque temps après la construction de la voie : elle n'a donc plus de population permanente. Elle fait partie depuis 1957 du parc national historique du Clou d'or.